# Vygantas (Herzog)

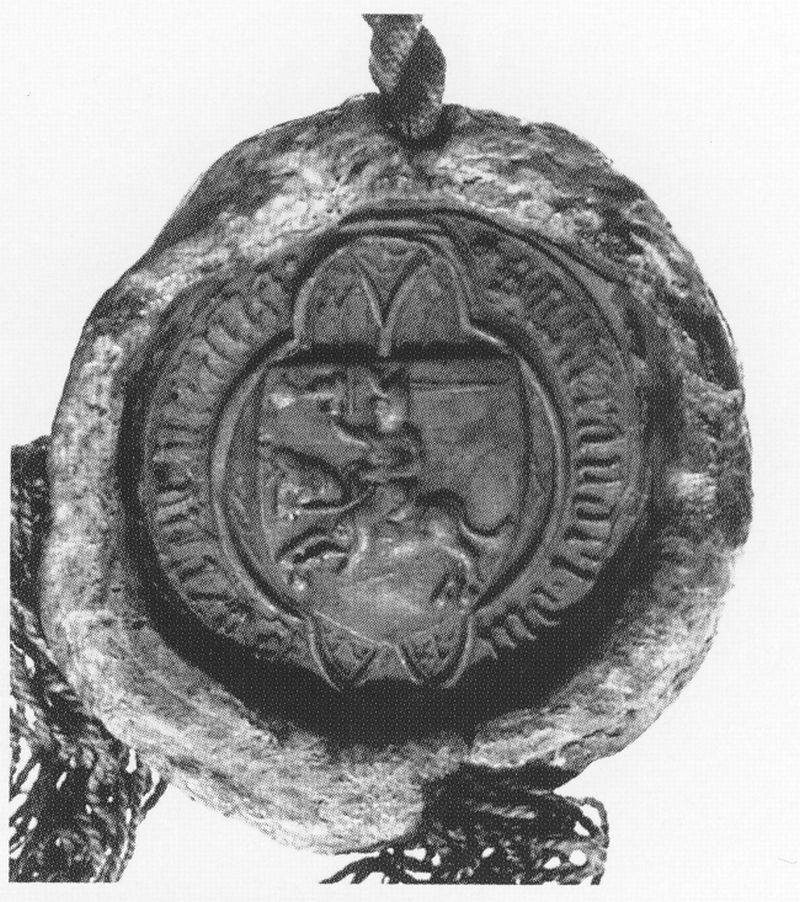
Siegel von Vygantas, Herzog von Kernavė, 1388

Vygantas (nach katholischen Riten getauft, bekam den Namen Aleksandras; † 28. Juni 1392 in Vilnius) war ein litauischer Herzog aus der Gediminas-Dynastie, der Sohn des litauischen Großherzog Algirdas und der Uljana von Twer. Für seine militärische Unterstützung erhielt er vom litauischen Großherzog Jogaila die Kontrolle über Kernavė. Zusammen mit seinem Bruder Karigaila ist er in der Kathedrale von Vilnius begraben.